# روبرت فيتسو
روبرت فيتسو (ولد في 15 سبتمبر 1964) سياسي سلوفاكي، يشغل حاليًا منصب رئيس وزراء سلوفاكيا منذ 4 أبريل 2012 وحتى الآن. كان سابقاً رئيساً للوزراء منذ 4 يوليو 2006 وحتى 8 يوليو 2010. روبرت هو أيضاً رئيس حزب الاتجاه - الديمقراطية الاجتماعية وذلك منذ سنة 1999.

## محاولة الاغتيال
في 15 مايو 2024 تعرضّ روبرت فيتسو إلى هجوم وأصيب بأربع رصاصات تم اطلاقها من قبل يوراغ سينتولا بعد انتهاء رئيس الوزراء من اجتماع حكومي في مدينة هاندلوفا، حيث صرّحت الحكومة في سلوفاكيا بأن وضعه الصحي حرج للغاية، كما تم القبض على مُطلق النار.

## روابط خارجية
- روبرت فيكو على موقع IMDb (الإنجليزية)
- روبرت فيكو على موقع الموسوعة البريطانية (الإنجليزية)
- روبرت فيكو على موقع مونزينجر (الألمانية)